# SU Великої Ведмедиці
SU Великої Ведмедиці (SU UMa) є прототипом змінних зір типу SU Великої Ведмедиці, що належать до класу карликових нових. Вона розташована неподалік від кінчика носа Великої Ведмедиці за 3° на північний захід від яскравої зорі ο Великої Ведмедиці.
SU Великої Ведмедиці була відкрита 1908 року Л. П. Цераскою в Москві. Зоря належить до класу карликових нових — катаклізмічних змінних зір — подібних до U Близнят, SS Лебедя та Z Жирафа з погляду фізичних механізмів системи. Змінні такого роду є тісними подвійними системами, однією з компонент яких є білий карлик, а другою — карлик спектрального класу G, як у Сонця. Навколо білого карлика внаслідок випадання речовини з другої компоненти утворюється акреційний диск, сформований з речовини зорі-супутника. Спостережувані спалахи є результатом взаємодії речовини всередині диску. Однак, окрім звичайних спалахів, які мають світність 2—6 зоряної величини та період 1—3 дні, зорі типу SU UMa також демонструють надспалахи.
Надспалахи відбуваються рідше, ніж звичайні спалахи (можуть відбуватися кожні 3—10 циклів), вони мають тривалість 10—18 діб, можуть збільшувати яскравість зорі мінімум на ще одну зоряну величину. Унікальною особливістю блиску є наявність надгорбів, період яких на 2—3 % більший, аніж період обертання системи, що становить 3,1 години. Зоря оточена слабким ореолом (діаметром 28‘) і є джерелом м'якого рентгенівського випромінювання.